# Пустинен кенгуров плъх
Пустинният кенгуров плъх (Dipodomys deserti) е вид бозайник от семейство Торбести скокливци (Heteromyidae).

## Разпространение и местообитание
Разпространен е в Мексико и САЩ.